# Hiszékeny Dezső
Hiszékeny Dezső (Tatabánya, 1956. február 22. –) magyar politikus, 2014-től a Magyar Szocialista Párt országgyűlési képviselője. 2006-tól 2014-ig a XIII. kerület alpolgármestere.

## Családja
Nős, két nagykorú gyermeke van.

## Életpályája
1974-ben érettségizett Gépipari Szakközépiskolában, majd a BRG-nél dolgozott műszaki irányítóként. Később a Magyar Hajó és Darugyárban állt alkalmazásban. 1988-ban szerezte igazgatás-szervezői diplomáját az Államigazgatási Főiskolán. Vállalkozóként is dolgozott. 2000-től az Angyalföld Újlipótváros Vizafogó Vagyonkezelő Rt. főmunkatársa volt, majd 2002-től polgármesteri referens a Budapest Főváros XIII. kerületi Polgármesteri Hivatalnál. 2014-től a Magyar Szocialista Párt országgyűlési képviselője. 2006-tól 2014-ig a XIII. kerület alpolgármestere.

### Büntetőügye
2013-ban Hiszékeny Dezsőt egy fedett nyomozó bevonásával megpróbálták megvesztegetni. A vádirat szerint 5 millió forintot kért egy önkormányzati tulajdonban lévő üzlethelyiség bérleti jogáért, ám a titokban készített hangfelvételek ezt egyáltalán nem támasztották alá. Az ügyészség vádja főként arra alapul, hogy állítólag a fedett nyomozóval folytatott egyik beszélgetésen Hiszékeny bólogatott, amikor a kenőpénzt a másik szóba hozta, egy másik beszélgetés közben, amikor hosszabb csend támadt öt ujját felmutatva elmutogatta, az ötmilliós kenőpénzt. Szakértő állapította meg, hogy a vádirathoz készült hangfelvételek ügyészi leirata "hiányos, félreérthető, …[a csendként feltüntetett időben elhangzott] mondatokat a leirat nem tartalmazza.” Hiszékeny Dezső a vádakat mindvégig tagadta, őt a bíróság mindkét fokon bizonyítottság hiányában felmentette a vesztegetés vádja alól. A Fővárosi Ítélőtábla 2017. januári ítélete jogerős.

## Országgyűlési képviselősége
Budapesti 7. sz. országgyűlési egyéni választókerületben megválasztották országgyűlési képviselővé 2014-ben, 2018-ban és 2022-ben is.
A 2021-es magyarországi ellenzéki előválasztáson ismét ebben a választókerületben indult és győzött.